# شجره‌نامه (فیلم ۲۰۱۱)
شجره‌نامه (انگلیسی: The Family Tree) یک فیلم در ژانر کمدی و درام است که در سال ۲۰۱۱ منتشر شد.

## بازیگران
- هوپ دیویس
- مکس تیریوت
- درموت مالرونی
- بریت رابرتسون
- کریستینا هندریکس
- سلما بلر
- ریچل لی کوک
- مادلین زیما
- گابریله انور
- جین سیمور
- کیت کارادین
- شای مک‌براید
- ایوان راس
- جان پاتریک آمه‌دوری
- جین سیمور